# 聚花果

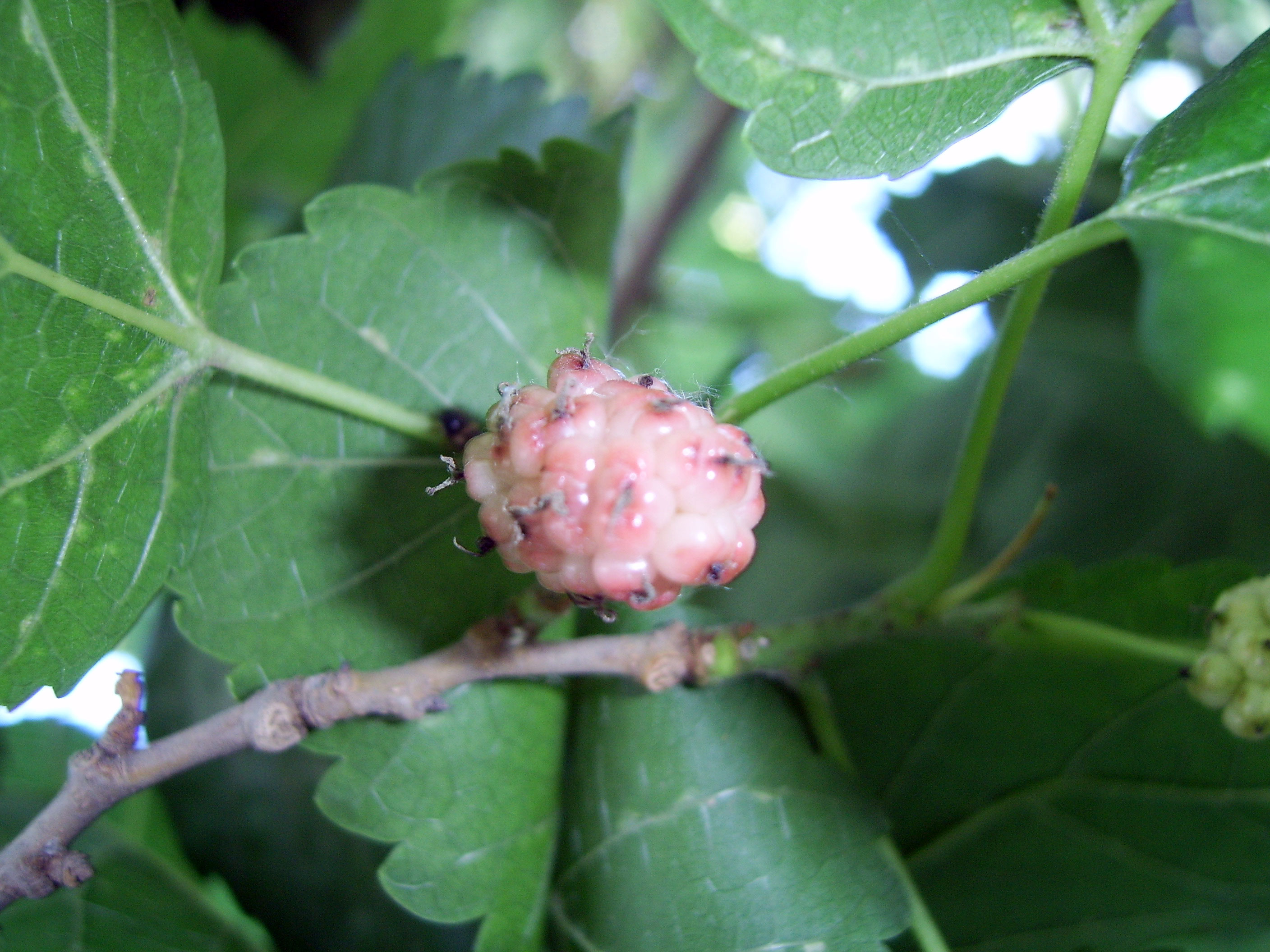
桑椹是一種複果。

聚花果，亦稱花序果、多花果、複果，是指由整個花序發育成的果實。如桑的果實（桑葚）是由雌花序發育成的聚花果，每一雌花的子房發育成一個小單果（又稱作核果），包藏在厚而多汁的花萼中，食用的肉質多汁部分為雌花花萼，但這些果實到成熟時會結合成一顆較大的果。例如：鳳梨、檄樹；又如：麵包樹、無花果、稜果榕、榕樹、雀榕、桑橙等桑科植物。

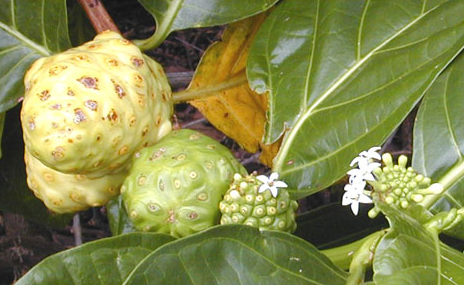
檄樹的花、未成熟及成熟的果實。檄樹的花序會定時沿着樹枝生長，近樹幹者先成熟，因此可清楚看見從花到果的成長階段。

上文檄樹圖片可從右至左看見複果的發育序列。首先，花序的白花出現，受精後每朵花開始長出小核果，核果繼續成長膨脹並融合成複果。
又如無花果的果實也是由花序發育成的聚花果，著生在肥厚肉質化的花軸內壁的每一雌花的子房發育成一個小堅果，包藏在肉質花萼內，食用部分實際是隱頭花序的肥厚多汁的主軸。鳳梨（即波羅）的聚花果則是由肥厚肉質的中軸、肉質的苞片和螺旋狀排列的不發育的子房共同形成的球果狀體。

## 參看
- 果實（被子植物的花發育成的、含有種子的器官）
- 聚合果（如草莓、牡丹等；源自多雌蕊單花）
- 複果
- 花序